# Faleolo International Airport
Faleolo International Airport is een luchthaven 40 kilometer ten westen van Apia, de hoofdstad van Samoa. Het is de hub van Samoa Airways en Talofa Airways.

## Geschiedenis
In 1942 werd een vliegbasis geopend op Upolu door de United States Navy ter verdediging van een mogelijke Japanse invasie. Na de Tweede Wereldoorlog werd het een civiel vliegveld dat werd gebruikt door veelal watervliegtuigen. Het vliegveld breidde sindsdien steeds meer uit, waardoor er vanaf 1972 ook een Boeing 737 kon landen.

## Luchtvaartmaatschappijen en bestemmingen
Vanaf Faleolo International Airport kan worden gevlogen naar de volgende bestemmingen met de volgende luchtvaartmaatschappijen (juli 2025):
| Luchtvaartmaatschappij | Bestemmingen        |
| ---------------------- | ------------------- |
| Air New Zealand        | Auckland            |
| Fiji Airways           | Honolulu, Nadi      |
| Qantas                 | Brisbane            |
| Samoa Airways          | Fagaliʻi, Pago Pago |
| Talofa Airways         | Pago Pago           |
| Virgin Australia       | Brisbane            |

## Incidenten en ongevallen
- Op 12 december 1950 stortte een Consolidated PBY Catalina van de Koninklijke Nieuw-Zeelandse luchtmacht neer vlak na het opstijgen.[4] Zeven mensen kwamen om, een persoon overleefde het ongeluk.[5]
- Op 13 januari 1970 stortte een Douglas C-47B  van Polynesian Airlines neer vlak na het opstijgen.[6] Alle 32 inzittenden kwamen om het leven.[7]